# Jasse Jalonen
Jasse Jalonen (Turku, 18 juli 1973) is een voormalig profvoetballer uit Finland die speelde als middenvelder. Hij kwam onder meer uit voor TPS Turku, MyPa-47 en VPS Vaasa. Jalonen beëindigde zijn loopbaan in 2008 bij Åbo IFK.

## Interlandcarrière
Jalonen speelde zes officiële interlands voor het nationale team van Finland in de periode 1995-1996. Onder leiding van bondscoach Jukka Ikäläinen maakte hij zijn debuut op 16 februari 1995 in de vriendschappelijke wedstrijd tegen Trinidad & Tobago (2-2) in Port of Spain, net als Tom Enberg (TPS Turku). Jalonen viel in dat duel na 75 minuten in voor Petri Tiainen.

## Erelijst
TPS Turku
- Suomen Cup

1994
 Flora Tallinn
- Meistriliiga

1997/98